# Nadège Beausson-Diagne

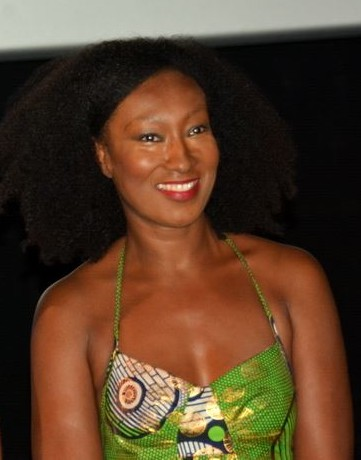
Nadège Beausson-Diagne

Nadège Beausson-Diagne (* 18. Juni 1972 in Paris) ist eine französische Schauspielerin.

## Leben
Nadège Beausson-Diagne ist die Tochter von ivorischen und senegalesischen Einwanderern. Sie studierte Schauspiel am Konservatorium in Créteil und spielte ab Ende der 1990er Jahre in Film und Fernsehen und ab 2000 auch am Theater.
Ab 2010 spielte sie für zehn Jahre die Kommissarin „Sara Douala“ in der Seifenoper Plus belle la vie.

## Filmografie (Auswahl)
- 2002: Djogo
- 2003: Les baigneuses
- 2004: Podium
- 2006: Madame Irma
- 2006–2007: Julie Lescaut (Fernsehserie, 4 Folgen)
- 2008: Agathe Cléry
- 2008: Willkommen bei den Sch’tis (Bienvenue chez les Ch’tis)
- 2010: Nichts zu verzollen (Rien à déclarer)
- 2010: Film Socialisme
- 2010–2019: Plus belle la vie (Fernsehserie, 287 Folgen)
- 2016: Das unerwartete Glück der Familie Payan (Le Petit Locataire)
- 2019: Einsam Zweisam (Deux moi)
- 2022: Trois fois rien